# Den 32. Razzie-Uddeling
Den 32. Razzie-Uddeling er en 32. uddeling af prisen Golden Raspberry Award, også kaldet "Razzie", der blev uddelt til de værste Hollowood-produktioner i filmåret 2011. Prisuddelingen blev afholdt den 1. april 2012 i Santa Monica i Californien, og er den eneste gang, hvor uddelingen er blevet afholdt senere end Oscaruddelingen. Nomineringerne blev dog offentliggjort i forbindelse med Oscaruddelingerne, men arrangørerne af Razzie-awarden ville gerne uddele priserne den 1. april, der i USA er kendt som "April Fool's Day".
Adam Sandler modtog med seks nomineringer som person, og 23 nomineringer for en film han var involveret i, et rekordstort antal nomineringer ved Razzie-awarden.
Prisen for "Værste Filmhold" blev ikke som tidligere givet af juryen, men var blevet overladt til en internetafstemning via Rotten Tomatoes. Der blev givet i alt 35.117 stemmer.
Filmen Jack and Jill blev med 12 nomineriner nomineret i alle kategorier (herunder flere gange i kategorierne for "Værste mandlige birolle" og "Værste kvindelige birolle") og blev vinder i hver og en af dem, hvilket var første og (pr. 2015) eneste gang en film har "vundet" alle kategorier. 

## Priser og nomineringer
| Kategori                                                   | Nominerede og vinder                                                                                               |
| ---------------------------------------------------------- | --- |
| Værste film                                                | Jack and Jill (Columbia)                                                                                           |
| Værste film                                                | Bucky Larson: Born to Be a Star (Columbia)                                                                         |
| Værste film                                                | New Year's Eve (Warner Bros. / New Line Cinema)                                                                    |
| Værste film                                                | Transformers: Dark of the Moon (Paramount)                                                                         |
| Værste film                                                | The Twilight Saga: Breaking Dawn - Part 1 (Summit Entertainment)                                                   |
| Værste mandlige skuespiller                                | Adam Sandler i Jack and Jill (som Jack) og Just Go with It                                                         |
| Værste mandlige skuespiller                                | Russell Brand i Arthur                                                                                             |
| Værste mandlige skuespiller                                | Nicolas Cage i Drive Angry, Season of the Witch og Trespass                                                        |
| Værste mandlige skuespiller                                | Taylor Lautner i Abduction og The Twilight Saga: Breaking Dawn - Part 1                                            |
| Værste mandlige skuespiller                                | Nick Swardson i Bucky Larson: Born to Be a Star                                                                    |
| Værste skuespillerinde                                     | Adam Sandler (som Jill) i Jack and Jill                                                                            |
| Værste skuespillerinde                                     | Martin Lawrence (som Big Momma) i Big Mommas: Like Father, Like Son                                                |
| Værste skuespillerinde                                     | Sarah Palin (som sig selv) i The Undefeated                                                                        |
| Værste skuespillerinde                                     | Sarah Jessica Parker i I Don't Know How She Does It og New Year's Eve                                              |
| Værste skuespillerinde                                     | Kristen Stewart i The Twilight Saga: Breaking Dawn - Part 1                                                        |
| Værste mandlige birolle                                    | Al Pacino (som sig selv) i Jack and Jill                                                                           |
| Værste mandlige birolle                                    | Patrick Dempsey i Transformers: Dark of the Moon                                                                   |
| Værste mandlige birolle                                    | James Franco i Your Highness                                                                                       |
| Værste mandlige birolle                                    | Ken Jeong i Big Mommas: Like Father, Like Son, The Hangover Part II, Transformers: Dark of the Moon og Zookeeper   |
| Værste mandlige birolle                                    | Nick Swardson i Jack and Jill og Just Go with It                                                                   |
| Værste kvindelige birolle                                  | David Spade (som Monica) i Jack and Jill                                                                           |
| Værste kvindelige birolle                                  | Katie Holmes i Jack and Jill                                                                                       |
| Værste kvindelige birolle                                  | Undertøjsmodellen (Rosie Huntington-Whiteley) i Transformers: Dark of the Moon                                     |
| Værste kvindelige birolle                                  | Brandon T. Jackson (som Charmaine) i Big Mommas: Like Father, Like Son                                             |
| Værste kvindelige birolle                                  | Nicole Kidman i Just Go with It                                                                                    |
| Værste filmpar                                             | Adam Sandler og Katie Holmes/Al Pacino eller Adam Sandler i Jack and Jill                                          |
| Værste filmpar                                             | Nicolas Cage og alle der spillede med ham i hans tre film fra 2011s (Drive Angry, Season of the Witch og Trespass) |
| Værste filmpar                                             | Shia LaBeouf og undertøjsmodellen (Rosie Huntington-Whiteley)- Transformers: Dark of the Moon                      |
| Værste filmpar                                             | Adam Sandler og enten Jennifer Aniston eller Brooklyn Decker - Just Go with It                                     |
| Værste filmpar                                             | Kristen Stewart og enten Taylor Lautner eller Robert Pattinson - The Twilight Saga: Breaking Dawn - Part 1         |
| Værste forløber, genindspilning, plagiat eller efterfølger | Jack and Jill (plagiat/efterfølger af Glen or Glenda)                                                              |
| Værste forløber, genindspilning, plagiat eller efterfølger | Arthur (Warner Bros.)                                                                                              |
| Værste forløber, genindspilning, plagiat eller efterfølger | Bucky Larson: Born to Be a Star (plagiat af Boogie Nights og A Star Is Born)                                       |
| Værste forløber, genindspilning, plagiat eller efterfølger | The Hangover Part II (Warner Bros.)                                                                                |
| Værste forløber, genindspilning, plagiat eller efterfølger | The Twilight Saga: Breaking Dawn - Part 1                                                                          |
| Værste instruktør                                          | Dennis Dugan for Jack and Jill og Just Go with It                                                                  |
| Værste instruktør                                          | Michael Bay for Transformers: Dark of the Moon                                                                     |
| Værste instruktør                                          | Tom Brady for Bucky Larson: Born to Be a Star                                                                      |
| Værste instruktør                                          | Bill Condon for The Twilight Saga: Breaking Dawn - Part 1                                                          |
| Værste instruktør                                          | Garry Marshall for New Year's Eve                                                                                  |
| Værste manuskript                                          | Jack and Jill (manuskript af Adam Sandler og Steve Koren, historie af Ben Zook)                                    |
| Værste manuskript                                          | Bucky Larson: Born to Be a Star (skrevet af Adam Sandler, Allen Covert og Nick Swardson)                           |
| Værste manuskript                                          | New Year's Eve (skrivet af Katherine Fugate)                                                                       |
| Værste manuskript                                          | Transformers: Dark of the Moon (manuskript af Ehren Kruger)                                                        |
| Værste manuskript                                          | The Twilight Saga: Breaking Dawn - Part 1 (manuskript af Melissa Rosenberg efter roman af Stephenie Meyer)         |
| Værste filmhold                                            | Hele holdet bag Jack and Jill                                                                                      |
| Værste filmhold                                            | Hele holdet bag Bucky Larson: Born to Be a Star                                                                    |
| Værste filmhold                                            | Hele holdet bag New Year's Eve                                                                                     |
| Værste filmhold                                            | Hele holdet bag Transformers: Dark of the Moon                                                                     |
| Værste filmhold                                            | Hele holdet bag The Twilight Saga: Breaking Dawn - Part 1                                                          |